# Ingolfiella (Tethydiella) kapuri
Ingolfiella (Tethydiella) kapuri is een vlokreeftensoort uit de familie van de Ingolfiellidae. De wetenschappelijke naam van de soort is voor het eerst geldig gepubliceerd in 1972 door coineau & Rou.